# Sebastopol (Mississippi)
Pour les articles homonymes, voir Sebastopol (homonymie).
La ville américaine de Sebastopol est située dans les comtés de Leake et de Scott, dans l’État du Mississippi. Lors du recensement de 2010, sa population s’élevait à 272 habitants.

## Source
- (en) Cet article est partiellement ou en totalité issu de l’article de Wikipédia en anglais intitulé « Sebastopol, Mississippi » (voir la liste des auteurs).